# Hain (Fluss)
Der Hain ist ein Fluss in Belgien, der über seinen 25 km langen Verlauf komplett in der Provinz Wallonisch-Brabant liegt. Ursprünglich mündete er in die Senne und gehört daher zum Fluss-System der Schelde. Heute speist er allerdings den Kanal Charleroi-Brüssel.
Er ist nicht mit der Haine zu verwechseln, die ebenfalls zum Fluss-System der Schelde gehört und vorwiegend in der Provinz Hennegau fließt.

## Flussname
Früher hieß der Fluss französisch Braine und niederländisch Brakel, dieser Name findet sich noch in mehreren wallonischen und flämischen Dorfnamen in seinem Verlauf.
Der Ort Ophain hatte zunächst keine Beziehung zum heutigen Flussnamen Hain, sondern hieß ursprünglich "Opheim". Der Fluss wurde dort im Wallonischen anfangs ri d'Ophain genannt, wodurch der Ortsname später als  "Op de Hain" interpretiert wurde, und der Flussname sich in Hain änderte.

## Geographie
Die Quelle des Hain findet sich auf dem brabantischen Hochplateau in der Teilgemeinde Lillois-Witterzée der Gemeinde Braine-l’Alleud, er durchfließt die Dörfer und Gemeindeteile:
- Ophain und Bois-Seigneur-Isaac (die heute auch zu Braine-l’Alleud gehören)
- Wauthier-Braine (ndl.: Woutersbrakel; Gemeinde Braine-le-Château)
- Braine-l’Alleud (ndl.: Eigenbrakel)
- Braine-le-Château (ndl.: Kasteelbrakel)

und mündet bei Clabecq (ndl.: Klabbeek), Teil der Gemeinde Tubize, in den Kanal Charleroi-Brüssel.

## Nachweise
1. ↑  Dictionnaire des noms de lieux en Wallonie et à Bruxelles, Jean-Jacques Jespers, Lannoo Uitgeverij, 2005. ISBN 2873864095